# Земскова-Короткова, Мария Геннадьевна
Земско́ва-Коротко́ва Мария Генна́дьевна (7 февраля 1953, Москва, РСФСР, СССР) — советская гребчиха (академическая гребля - рулевая), многократная чемпионка мира и СССР. Заслуженный мастер спорта СССР (1984).

## Биография
С 1972—1985 год занималась в ШВСМ по гребному спорту в г. Химки. С 1977—1988 являлась инструктором Мособлспорткомитета.
В 1984 году окончила Московский областной институт физической культуры. Тренеры: Иванов А. А., Алёшин В. С.
С 1985 г. живёт в г. Химки. Заслуженный учитель Московской области.

## Спортивные достижения
- трёхкратная чемпионка мира (1981, 1982, 1983)
- четырёхкратная чемпионка СССР (1981—1984)
- победитель соревнований «Дружба-84»